# 卡格妮·琳恩·卡特
卡格妮·琳恩·卡特（英語：Kagney Linn Karter，1987年3月28日—2024年2月15日），是一名美國色情演員、成人模特兒和脫衣舞孃。

## 早年生活
卡特出生於德州休士頓，成長於密蘇里州聖約瑟夫和賓州李奇微。

## 演藝生涯
卡特在密蘇里州擔任情色舞者並選為2007年密蘇里州「Déjà Vu Showgirl」。隨後她搬至加州追求演戲和歌唱生涯，但被發現過去的情色舞者經歷後與經紀人分道揚鑣。在加州從事情色舞者時也開始跨入模特兒界，之後與經紀公司 LA Direct Models 簽下合約，並為成人攝影師荷莉·藍道擔任模特兒。
卡特在2008年踏入色情產業，為成人影片公司Naughty America拍攝網路色情短片。關於藝名，卡特表示「卡格妮」和「琳恩」都是真名。選擇「卡特」作為姓只是因為很合適。
2009年她被選為《閣樓》雜誌6月的『當月閣樓寵物』，同年4月和6月分別擔任《好色客》和《成人影帶新聞》的封面女郎。她是4月《FreeOnes.com》網站搜尋次數最多的色情明星，超過了14萬5000次。
她也被選為荷莉·藍道在2009年10月推出的攝影集《Erotic Dream Girls》的封面女郎。2010年1月，她與製作公司Zero Tolerance娱乐簽下專屬合約。
2012年，卡格妮參加了英國紀錄片導演路易·泰魯的《Twilight of the Porn Stars》，一個由BBC製作的紀錄片，介紹關於色情產業，描述其奮力的與免費網路替代品競爭，還有著名成人影星的生活背景故事。
卡特于2024年2月15日在俄亥俄州克利夫兰郊外的家中饮弹自尽，终年36岁。

## 獲獎情況
| 年份 | 獎項                 | 獲獎類別                      | 片名                  |
| ---- | -------------------- | ----------------------------- | --------------------- |
| 2010 | 成人影帶新聞獎       | 最佳新人                      | 不適用                |
| 2010 | 成人影帶新聞獎       | 最佳主觀性愛場景              | Pound the Round POV   |
| 2010 | 成人產業獎           | 年度最佳新人                  | 不適用                |
| 2010 | 成人電影評論家組織獎 | 最佳新人                      | 不適用                |
| 2012 | 都市成人獎           | 最佳肛交場景 （與亞書瓦王子） | Prince The Penetrator |
| 2014 | 成人影帶新聞獎       | 最佳胸部（粉絲票選）          | 不適用                |

### 其它提名
- 2011年成人影帶新聞獎提名（英语：28th AVN Awards）[21]
- 2011年成人產業獎提名[22]
- 2012年成人影帶新聞獎提名（英语：29th AVN Awards）[23]
- 2012年成人產業獎提名[24]
- 2012年成人電影評論家組織獎提名[25]
- 2013年成人影帶新聞獎提名（英语：30th AVN Awards）[26]
- 2013年成人產業獎提名[27]

## 圖集

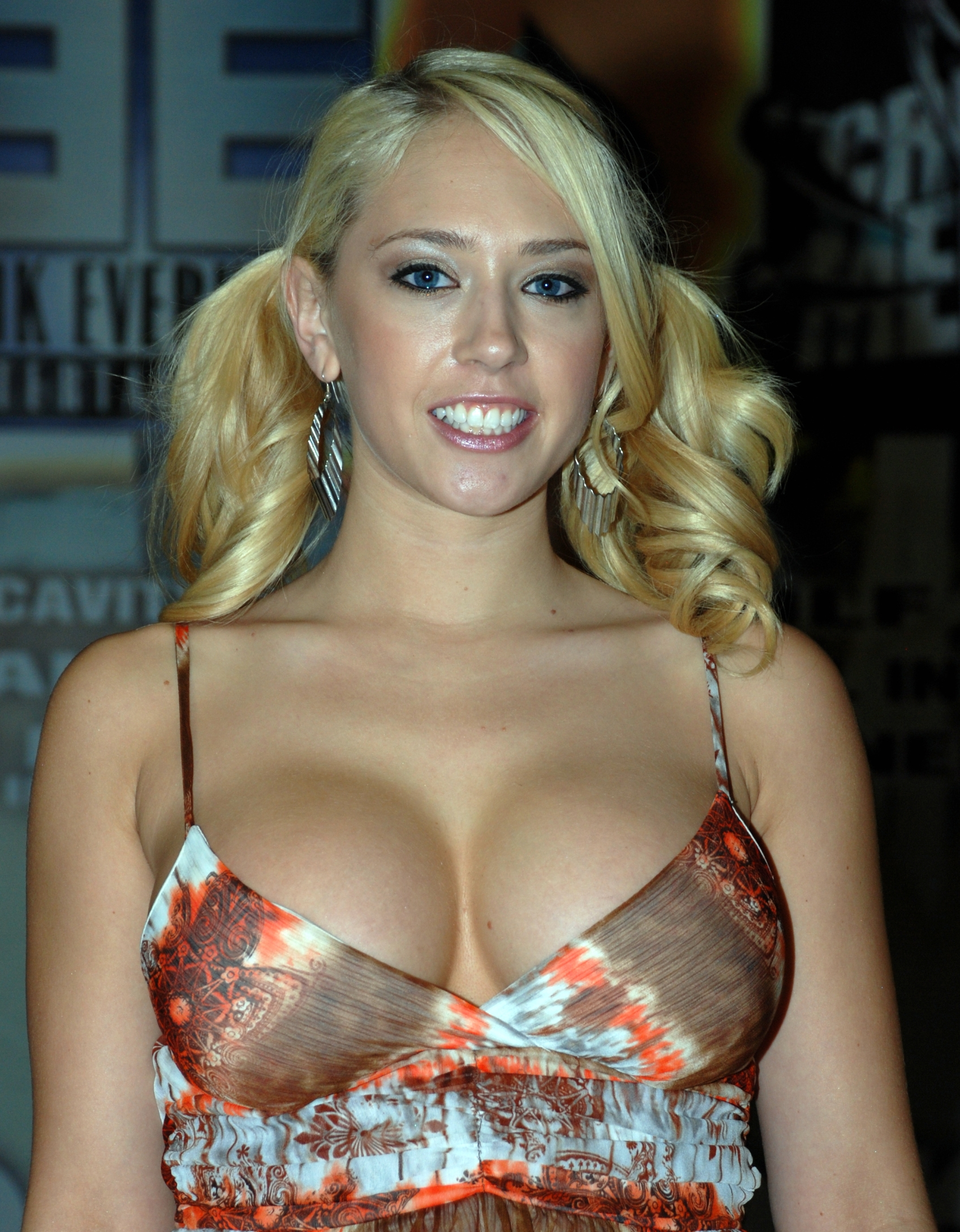
2010年，卡特於洛杉磯上
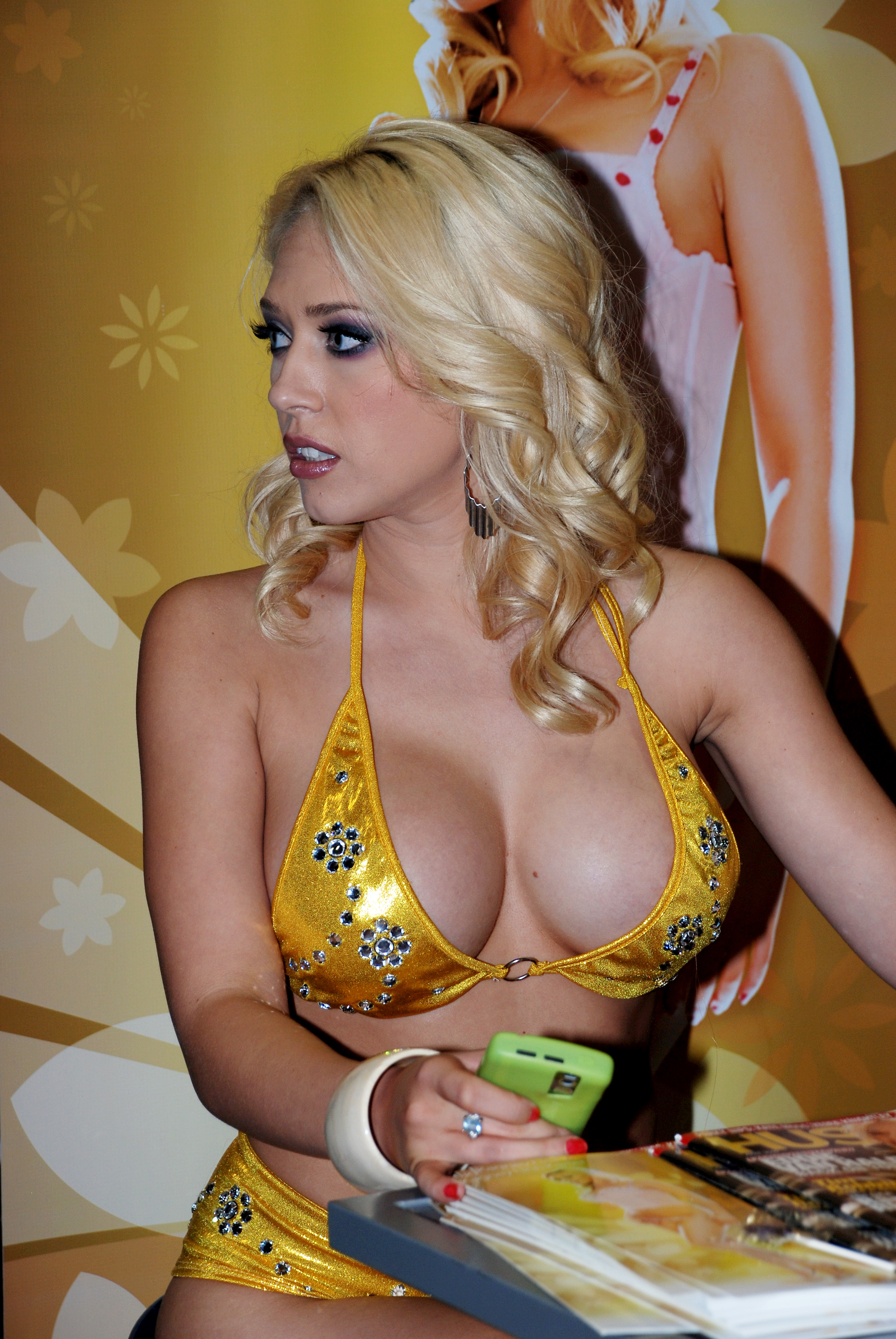
2010年，卡特於洛杉磯上
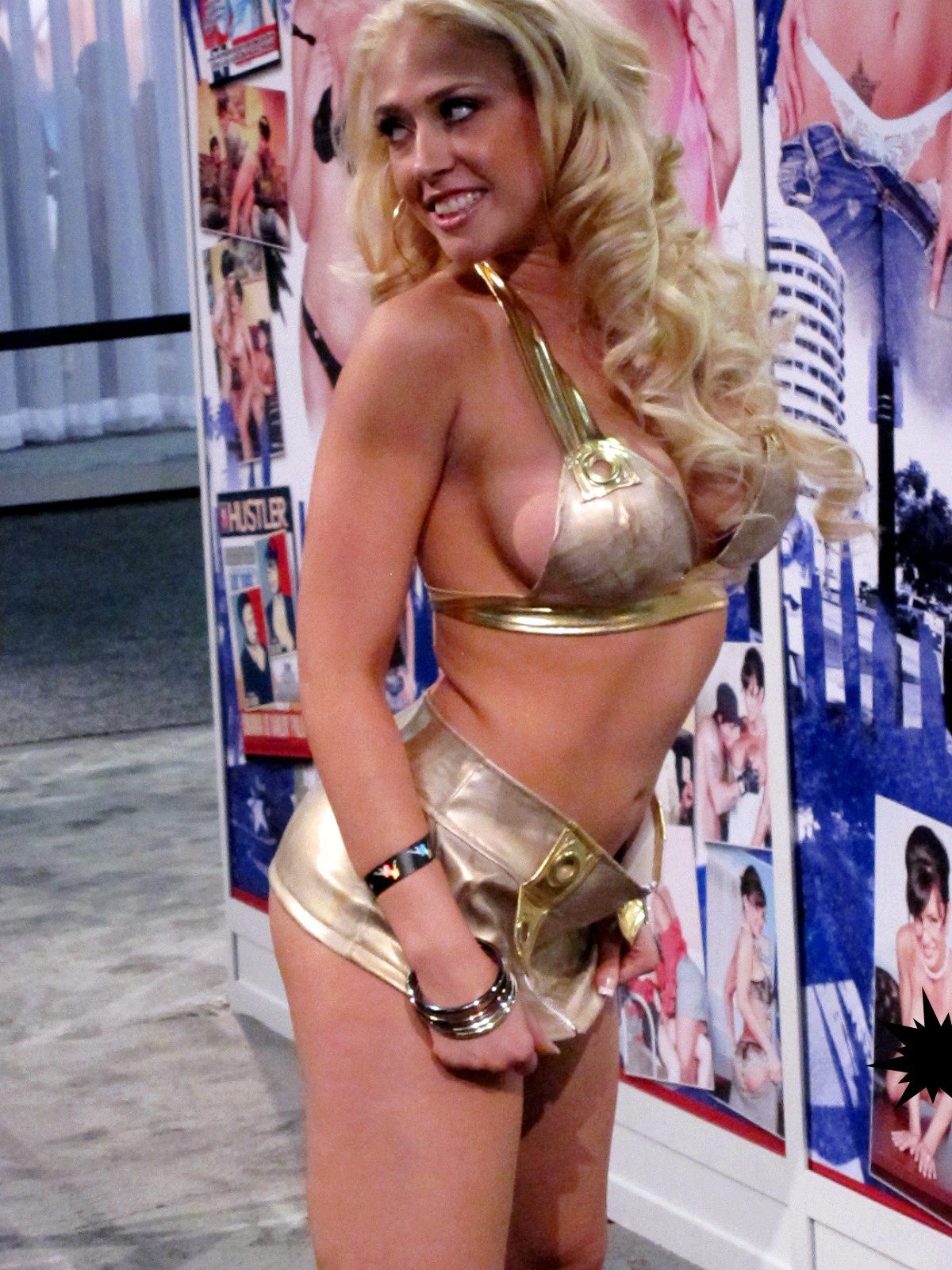
2010年，卡特於AVN成人娛樂博覽會上
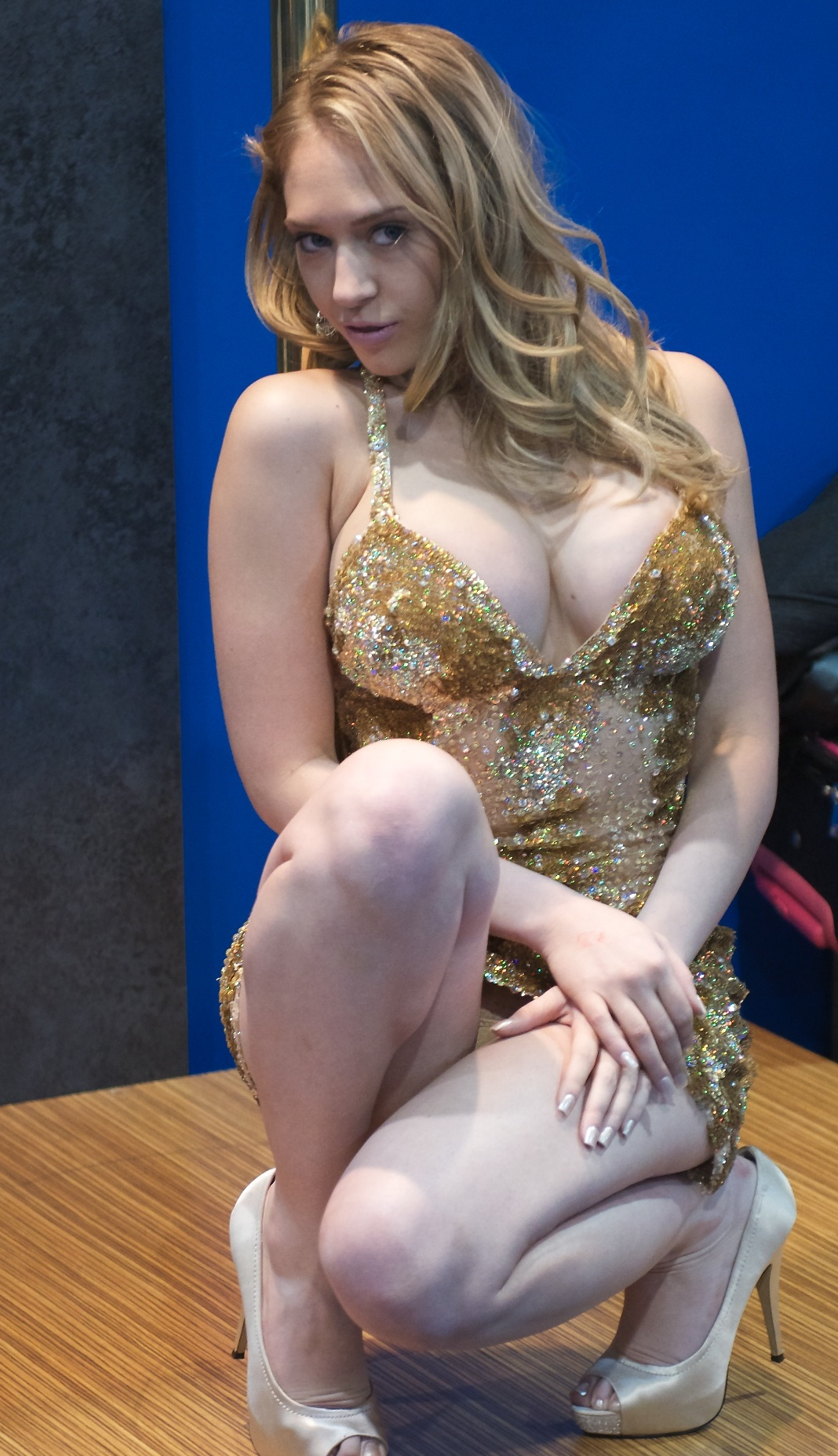
2011年，卡特於AVN成人娛樂博覽會上

## 外部連結
- 官方网站
- 卡格妮·琳恩·卡特的X（前Twitter）
- 卡格妮·琳恩·卡特在互联网电影资料库（IMDb）上的資料（英文）
- 卡格妮·琳恩·卡特在網際網路成人電影資料庫
- 成人電影資料庫上卡格妮·琳恩·卡特的资料（英文）
- Kagney Linn Karter的传记 （页面存档备份，存于）